# District de Longting
Le district de Longting (龙亭区 ; pinyin : Lóngtíng Qū) est une subdivision administrative de la province du Henan en Chine. Il est placé sous la juridiction de la ville-préfecture de Kaifeng.